# Período legislativo de 1978 a 1982 de Costa Rica
| 27 CU 25 PLN 3 PU | 1 FPC 1 PUAC |

CU
PLN
PU
FPC
PUAC

El Período Legislativo de 1978 a 1982 fue el período de funcionamiento de la Asamblea Legislativa de la República de Costa Rica. Tras la victoria de la oposición unificada en las elecciones presidenciales de 1978 con su candidato Rodrigo Carazo, por primera vez en la historia el Partido Liberación Nacional no tiene la bancada individual más numerosa, cosa que se haría más común a partir de esta fecha. La oficialista Coalición Unidad constituida por los partidos Renovación Democrática, Unión Popular, Republicano Calderonista y Demócrata Cristiano obtiene mayoría con 27 diputados, aunque a dos votos menos de la mayoría simple. Liberación Nacional retorna a la oposición tras dos períodos de ser oficialismo y tres de ser mayoría parlamentaria, y además la izquierda (que pudo participar abiertamente en elecciones por primera vez desde 1948) cosecha cuatro diputados, tres de Pueblo Unido y uno del Frente Popular Costarricense.
La administración Carazo se vio asolada por una serie de graves crisis políticas y económicas que incluyó el conflicto en la vecina Nicaragua que estuvo a punto de extenderse a Costa Rica, una crisis económica sin precedentes y la subida internacional de los precios del petróleo. El gobierno de Carazo sufrió una caída libre en popularidad y una gran cantidad de protestas, manifestaciones y huelgas que algunos analistas además señalan, fueron exacerbadas por el boicot de la oposición. En todo caso, el período 1978-1982 fue uno de los más complicados de la historia costarricense. 

## Fracciones
| Partido político | Partido político                  | Diputados | Diputados |
| ---------------- | --------------------------------- | --------- | --- |
|                  | Coalición Unidad                  |           | 1. Rodrigo Madrigal Nieto 2. Rafael Alberto Grillo Rivera 3. Roberto Tovar Faja 4. Marcos Tulio Naranjo 5. Cristian Tattenbach Iglesias 6. Mario Romero Arredondo 7. Andrés Jenkins Dobles 8. Federico Villalobos Villalobos 9. José Vega Chaves 10. Leticia Chacón Jinesta 11. Arnulfo Carmona Benavides 12. Uber Rojas Araya 13. Gerardo Bolaños Alpízar 14. Alexis Quesada Murillo 15. Ramón Corrales Blanco 16. Ramón Aguilar Facio 17. Mario Rojas Vega 18. Carlos Manuel Pereira Garro 19. Yolanda Calderón Sandí 20. Álvaro Cubillo Aguilar 21. Omar Arrieta Fonseca 22. Mario Rivas Muñoz 23. Herbert Wolf Fournier 24. Eliécer Solís Ureña 25. Guillermo Ulloa Varela 26. Arturo Zúñiga Ross 27. Héctor Carballo Chaves |
|                  | Partido Liberación Nacional       |           | 1. Carlos Manuel Castillo Morales 2. Armando Aráuz Aguilar 3. Marta Chinchilla Orozco 4. Marcelo Prieto Jiménez 5. Luis Antonio Monge Román 6. Juan Muñoz Valverde 7. Claudio Sánchez Fernández 8. Edgar Arroyo Cordero 9. Carlos Ugalde Álvarez 10. Álvaro Jenkins Morales 11. Óscar Rodríguez Johanson 12. Juan Fernández Saborío 13. Alicia Vega Rojas 14. Ángel Edmundo Solano Calderón 15. Carlos Solano Salazar Aguilar 16. Mario Enrique Coto Varela 17. Óscar Arias Sánchez 18. Hernán Azofeifa Víquez 19. Miguel Ángel Chavarría Méndez 20. Ana Ortega Ortega 21. Tobías Vargas Rojas 22. Amando Arrieta Angulo 23. Mario Espinoza Sánchez 24. Juan Rafael Barrientos Germe 25. Reinaldo Jiménez Gamboa                 |
|                  | Pueblo Unido                      |           | 1. Humberto Vargas Carbonell 2. Mario Enrique Devandas 3. Rodrigo Ureña Quirós |
|                  | Frente Popular Costarricense      |           | 1. Rodolfo Cerdas Cruz |
|                  | Partido Unión Agrícola Cartaginés |           | 1. Martín Rolando Brenes |

## Presidente
| Presidente del Congreso      | Legislatura | Partido político |
| ---------------------------- | ----------- | ---------------- |
| Cristian Tattenbach Iglesias | 1981-1982   | Coalición Unidad |
| Rafael Grillo Rivera         | 1980-1981   | Coalición Unidad |
| Ramón Aguilar Facio          | 1979-1980   | Coalición Unidad |
| Rodrigo Madrigal Nieto       | 1978-1979   | Coalición Unidad |